# Primula levicalyx
Primula levicalyx là một loài thực vật có hoa trong họ Anh thảo. Loài này được C.M. Hu & Z.R. Xu miêu tả khoa học đầu tiên năm 1988.